# Burgruine Flaschberg
Die Burgruine Flaschberg ist die Ruine einer Höhenburg auf dem Gebiet der Kärntner Gemeinde Oberdrauburg.

## Lage und Bedeutung
Die Burgruine befindet sich oberhalb von Flaschberg, einem Straßendorf ungefähr 3 km westlich von Oberdrauburg. Die Wehranlage in Flaschberg lag in strategisch günstigen Position, um die Passstraße vom Drau- ins Gail- und Lesachtal abzusichern.

## Geschichte
Urkundlich scheint ein kleiner als „Flassinperc“ bezeichneter Bau erstmals im Jahr 1154 auf, als ein gewisser Ugo de Flassinperc als Zeuge in einer Urkunde aus Aquileia erwähnt wurde. In den regelmäßigen Auseinandersetzungen zwischen den Grafen von Görz und dem Erzbistum Salzburg – beide hatten ausgedehnte Besitzungen im Drautal – standen die Flaschberger im Dienste der Görzer. So wurde Ulrich von Flaschberg um das Jahr 1280 vorgeworfen, die Salzburger durch Raub, die Gefangennahme Salzburger Untertanen und illegale Steuererhebungen stark zu schädigen. Dennoch wurden die Flaschberger von den Görzern immer mehr auch mit diplomatischen Missionen betraut. In der Folge kamen sie in den Besitz von Ländereien im Pustertal, um Lienz und im Friaul.
Mit den Frieden von Pusarnitz im Jahr 1460 wurden alle Görzer Besitzungen und damit auch die Burg Flaschberg kaiserlichen Pflegern unterstellt. Da die Flaschberger deswegen jeglichen Einfluss verloren, zog Christof von Flaschberg um das Jahr 1500 aus Kärnten fort, um dem Grafen von Hardegg zu dienen. Die Burg fiel schließlich an die Herren von Mandorff, die sie jedoch bereits im Jahr 1643 an die Grafen Widmann-Ortenburg verkauften. Zwischen 1662 und 1918 waren die Flaschberger Burg und Ländereien im Besitz der Fürsten von Porcia. Heute ist die Ruine in Privatbesitz.

## Architektur

### Burgruine
Die Burgruine Flaschberg liegt auf einer vorspringenden Felsnase und war ehemals eine stattliche romanische Anlage mit drei nebeneinander stehenden Türmen. Heute ist jedoch nur noch einer der mehrgeschoßigen Türme, vermutlich der Bergfried, bis in eine Höhe von ungefähr 18 Metern erhalten. Er wurde auf einem quadratischen Grundriss mit einer Seitenlänge von 10 Metern errichtet. Seine Bausubstanz besteht aus einem sorgfältig verarbeiteten Bruchsteinmauerwerk, das an den Kanten mit behauenen Tuffquadern verstärkt wird. Der Hocheinstieg zum Bergfried ist rundbogig und befand sich an der nordwestlichen Seite des Turms. An der nordöstlichen Seite lässt sich eine weitere Rundbogenöffnung erkennen, die von Steinwänden gestützt wird und an deren Seite sich je ein hochrechteckiger Lichtschlitz befindet. Von der im Jahr 1521 erwähnten, dem Heiligen Johannes der Täufer geweihten, Burgkapelle sind keine Überreste erhalten. Vom Palas und der Ringmauer ist nur wenig erhalten.

### Schloss  und Wirtschaftsgebäude
Das Verwalterhaus aus dem 16. Jahrhundert wurde unter den Grafen Widmann-Ortenburg Mitte des 17. Jahrhunderts schlossartig erweitert. Das Gebäude ist ein zweigeschoßiger, rechteckiger, mit Erker versehener Renaissancebau.
Die nicht mehr erhaltenen Wirtschaftsgebäude befanden sich vermutlich auf einem terrassierten Gelände südlich des Hauptgebäudes.